# Liebe auch ohne Patent
Liebe auch ohne Patent ist eine US-amerikanische Filmkomödie aus dem Jahr 1949 von Charles Barton mit Robert Cummings und Ann Blyth in den Hauptrollen. Der Film wurde von Universal-International Pictures produziert.

## Handlung
In Washington, D.C. sucht der Chemiker Christopher Parker das US-Patentamt auf, in der Hoffnung, ein Patent für seine neue Erfindung zu erhalten. Der freundliche Angestellte Henry Abbott informiert Chris, der aus Ohio angereist ist, dass der Vorgang einige Tage dauern wird, und lädt ihn dann ein, in seiner Pension in Georgetown zu übernachten. Kurz nach seinem Einzug in die Pension, die viele ungewöhnliche Erfindungen beherbergt, lernt Chris Abbotts Tochter Alva kennen und ist sofort hin und weg. Als Chris von Aristotle, dem Diener der Abbotts, erfährt, dass Alva eine romantische Beziehung mit Roger Abernathy hat, einem Juniormanager der Ölfirma, für die Alva arbeitet, verliert er den Mut, obwohl Aristotle ihm versichert, dass Alva Roger nicht wirklich liebt.
Am nächsten Tag bietet Alva Chris eine Stadtführung an. Bevor sie mit seinem Auto losfahren, halten sie an einer Tankstelle, wo Chris seinen Tank mit seiner Erfindung, einer Pille, die Wasser in Benzin verwandeln kann, füllt. Alva weigert sich, Chris’ Behauptung zu glauben, er habe eine einfache Methode entdeckt, um Wasser in Treibstoff umzuwandeln, und macht später mit Roger Witze darüber. Mit einer Wanne Wasser und einem Außenbordmotor demonstriert Chris seine Pille Abbott, Aristotle und seinem Mitbewohner und Erfinder Joe Hershey, die erstaunt sind. Abbott ist der Meinung, dass Chris’ Erfindung von nationaler Bedeutung ist, und rät ihm, die Formel der Regierung zu übergeben. Abbott meldet sich freiwillig, um die Erfindung in der Stadt vorzustellen, wird jedoch bei jeder Agentur, die er besucht, als Exzentriker abgetan. Alva sieht unterdessen endlich die Pille in Aktion und beeilt sich, ihrem Arbeitgeber A. B. Blair bei der finanziell angeschlagenen Capitol Oil Company davon zu erzählen. Blair ignoriert Alva zunächst, erkennt aber schließlich, dass sie die Wahrheit sagt. Mit Roger und seinem Chefchemiker Dr. Thorgelson im Schlepptau eilt Blair zur Pension und verlangt eine Vorführung. Während der ahnungslose Chris seine Erfindung vorführt, stiehlt Thorgelson eine Pille aus seiner Ampulle. Joe, der gesehen hat, wie Thorgelson die Pille in seine Tasche gesteckt hat, erzählt Chris und Abbott von der List. Chris, der sich hilflos fühlt, bereitet sich darauf vor, ohne Patent nach Ohio zurückzukehren. Bevor er jedoch seine Sachen packt, gesteht er Alva seine Liebe. Augenblicke später gesteht sie Chris, dass sie seine Gefühle erwidert, ohne zu wissen, dass er gerade von einer der Erfindungen in der Pension bewusstlos geworden ist und sie nicht hören kann.
Bei Capitol Oil enthüllt Thorgelson Blair unterdessen, dass er selbst mit der Pille nicht in der Lage war, Chris’ Formel nachzuahmen. Blair ist verzweifelt, befragt Alva und erfährt, dass Chris auf dem Weg nach Ohio ist. Nachdem Blair beschließt, den Firmenhubschrauber zu verwenden, um nach Chris zu suchen, bringt Abbott ihn dazu, Chris fürstlich für seine Formel zu bezahlen. Blair, Abbott, Roger und Alva heben mit dem Hubschrauber ab und fangen Chris im ländlichen Maryland ab. Als der flüchtige Verbrecher McGuinness, den Chris per Anhalter mitgenommen hat, sieht, wie der Hubschrauber auf das Auto zusteuert, springt er in Panik heraus, wodurch Chris in den Heuhaufen eines Farmers fährt. Der Hubschrauber landet, und nachdem Alva Chris vor einem fassungslosen Roger umarmt, besteht Blair darauf, dass sie alle auf der Farm bleiben, bis sein Vertrag mit Chris unterzeichnet ist. An diesem Abend, als Chris im Begriff ist, seine Formel zu enthüllen, die er auswendig gelernt, aber nie aufgeschrieben hat, „rettet“ ihn McGuinness, der glaubt, dass Chris ein Mitflüchtling ist, mit vorgehaltener Waffe. In der darauf folgenden Verwirrung fällt Chris in den Brunnen der Farm und wird bewusstlos. Zwar kann Chris schnell gerettet und zu Bewusstsein gebracht werden, jedoch hat er nun keine Erinnerung an die Formel oder seine Erfindung mehr. Nachdem Blair schließlich verzweifelt ist, die Formel jemals zu bekommen, macht Chris Alva einen Heiratsantrag. Als Antwort gibt Alva Chris einen leidenschaftlichen Kuss, der sein Gedächtnis wiederherstellt. Mit seiner Formel wieder im Kopf erwidert Chris Alvas Kuss und freut sich auf ein glückliches, erfolgreiches Leben mit ihr.

## Hintergrund
Gedreht wurde der Film vom 11. Juni bis Ende Juli 1949 in Washington, D.C., Los Angeles sowie in den Universal-Studios in Universal City.
Im Dezember 1947 wurde berichtet, dass Donald O’Connor der Star des Films sein würde. Gloria DeHaven wurde als seine Co-Darstellerin in Betracht gezogen.
Bernard Herzbrun und Nathan Juran oblag die künstlerische Leitung. Russell A. Gausman und A. Roland Fields waren für das Szenenbild zuständig, Rosemary Odell für die Kostüme, Bud Westmore und Nick Marcellino für das Maskenbild. Verantwortliche Toningenieure waren Leslie I. Carey und Joe Lapis.

## Veröffentlichung
Die Premiere des Films fand am 25. November 1949 statt. In Österreich kam er am 15. Februar 1950 in die Kinos.

## Kritiken
Der Kritiker des TV Guide sah eine amüsante Komödie, altvertraut aber unterhaltsam.